# Metropoli (singolo)
Metropoli è un singolo della cantautrice italiana Ginevra, pubblicato il 6 marzo 2020 come primo estratto dal secondo EP omonimo.

## Descrizione
Il brano, scritto dalla stessa cantautrice con Francesco e Marco Fugazza, in arte Suorcristona, e Gabriele Mellia Amari, è prodotto da Francesco Fugazza.

## Video musicale
Il video musicale, diretto da Gianluigi Carella, è stato pubblicato il 10 marzo 2020 attraverso il canale YouTube dell'Asian Fake.

## Tracce
Testi e musiche di Ginevra Lubrano, Francesco Fugazza, Marco Fugazza e Gabriele Mellia Amari.
1. Metropoli – 1:58